# Petteri Forsell
Jani Petteri Forsell (ur. 16 października 1990 w Kokkoli) – fiński piłkarz występujący na pozycji pomocnika.

## Kariera klubowa
Forsell rozpoczął karierę w lokalnym klubie Kokkolan Palloveikot. W 2009 roku podpisał kontrakt z klubem z Veikkausliiga Vaasan Palloseura. Nie grał tam jednak regularnie i po jednym sezonie odszedł do IFK Mariehamn. 5 sierpnia 2012 roku podpisał kontrakt z tureckim Bursasporem. 23 sierpnia zadebiutował w meczu Ligi Europy z FC Twente. W marcu 2013 został wypożyczony do IFK Mariehamn, a w lutym 2014 klub z Wysp Alandzkich wykupił go.
W lutym 2016 podpisał półtoraroczny kontrakt z Miedzią Legnica.
W czerwcu 2017 roku podpisał trzyletni kontrakt z Cracovią, jednak jeszcze w tym samym miesiącu kontrakt rozwiązano.
W sierpniu 2017 podpisał roczny kontrakt z Örebro SK.
12 stycznia 2018 powrócił do Miedzi Legnica. Grając w barwach tego klubu przyczynił się do historycznego, pierwszego, awansu do piłkarskiej Ekstraklasy. W Ekstraklasie zadebiutował 20 lipca 2018, w meczu pierwszej kolejki z Pogonią Szczecin, zmieniając w 65. minucie Marquitosa. W tym samym spotkaniu strzelił jedynego gola i został pierwszym piłkarzem Miedzi, który zdobył bramkę na najwyższym szczeblu rozgrywek ligowych w Polsce. Po spadku Miedzi z Ekstraklasy, został wypożyczony do fińskiego HJK. Zimą 2020 wrócił do Polski podpisując półroczny kontrakt z Koroną Kielce. Po sezonie zakończonym spadkiem przeniósł się do Stali Mielec. Znakiem firmowym Forsella w Ekstraklasie są wysokiej jakości strzały z dystansu oraz z rzutów wolnych. Przez media bywa krytykowany za swoją tendencję do tycia. 

## Kariera reprezentacyjna
W reprezentacji Finlandii zadebiutował 6 lutego 2013 w przegranym 1:2 meczu z Izraelem, w którym strzelił gola.

## Osiągnięcia
Klub
- IFK Mariehamn
  - Puchar Finlandii: 2015
- Miedź Legnica
  - Awans do Ekstraklasy: 2018